# 米櫃

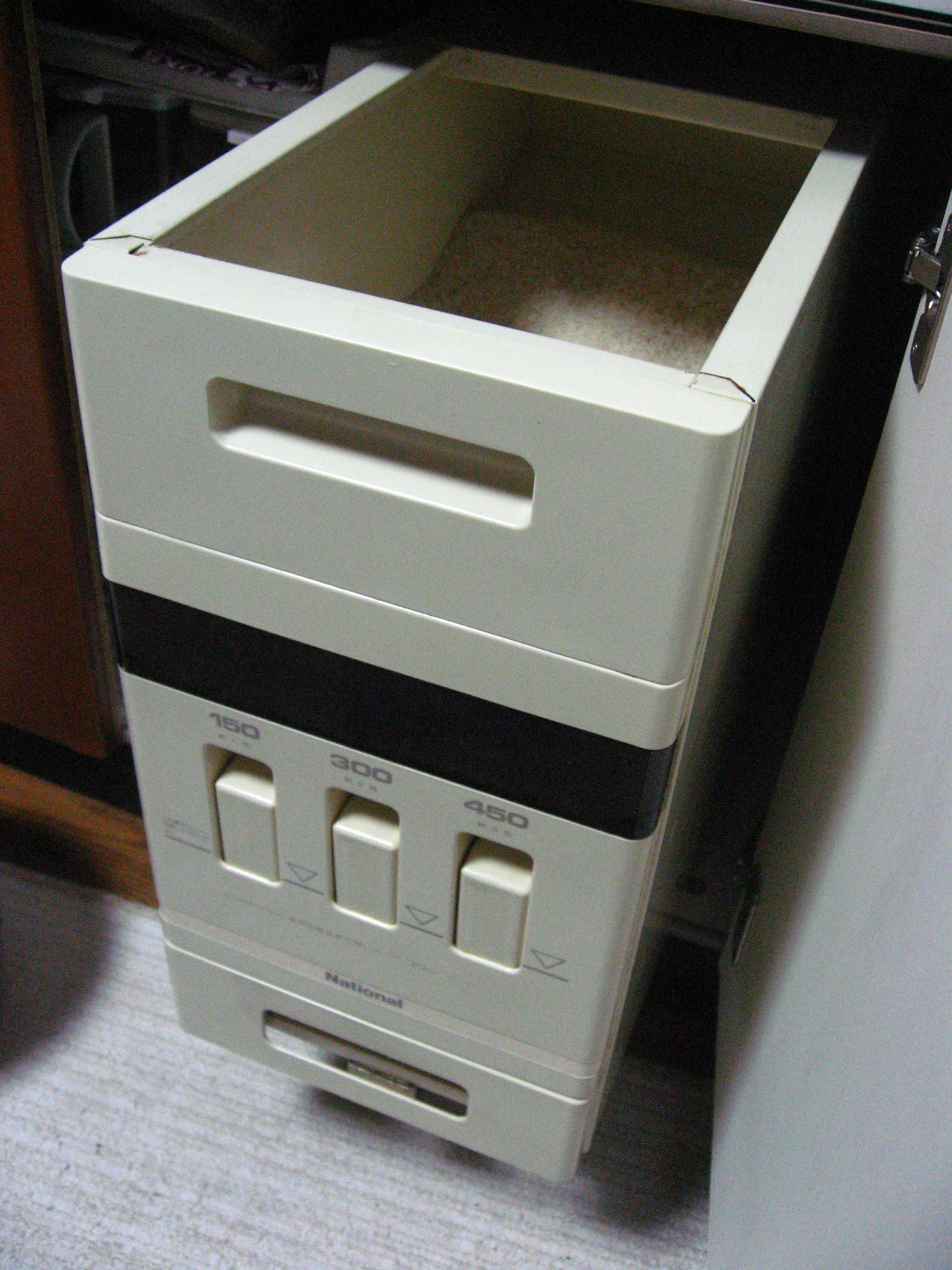
プラスチック製の計量米びつの例（ふたを開けた状態）

米櫃（こめびつ）とは、御飯を炊くための米を入れる容器（櫃）。
素材は木製（桐）、プラスチック、ステンレスが存在する。
現代日本では主食である米を米櫃に予め保管しておくことが広く行われているが、時代や地域によって容器が甕や樽、桶であったり、中身が米以外の雑穀であった場合もあった。
そのため、必ずしも「こめびつ」という名称だけが用いられている訳ではなく、糧（りょう、＝食糧）に由来する「りょうびつ」「りょうまいびつ」、雑穀を含めた自家用穀物を意味する褻稲（けしね）に由来する「げびつ」「けしねびつ」、唐櫃（からびつ/からと）に由来する「からと」「こめがらと」など、様々な名称が付けられていた。
また、主食を保管した米櫃を管理するのは主婦権の象徴であり、炊事を嫁に任せても米櫃から米を取り出す作業は必ず姑が行うという風景が戦後になっても見られた。
米を定量計測して供給する機能が付いているものを計量米びつという。また、精米機付の製品もある。
容量は1kg、5kg、10kg、12kg、15kgが多い。